# Мурелло
Мурелло (італ. Murello, п'єм. Murel) — муніципалітет в Італії, у регіоні П'ємонт,  провінція Кунео.
Мурелло розташоване на відстані близько 510 км на північний захід від Рима, 36 км на південь від Турина, 45 км на північ від Кунео.
Населення — 960 осіб (2014).
Щорічний фестиваль відбувається 25 серпня. Покровитель — Madonna degli Orti.

## Демографія
Населення за роками:

Станом на 1 січня 2023 року в муніципалітеті офіційно проживало 77 іноземців з 13 країн, серед них 4 громадяни країн Євросоюзу та 1 громадянин України.

## Сусідні муніципалітети
- Каваллерлеоне
- Моретта
- Полонгера
- Ракконіджі
- Руффія
- Вілланова-Соларо